# Alienopterus brachyelytrus
Alienopterus brachyelytrus (лат.) — ископаемый вид мелких насекомых из семейства Alienopteridae, единственный в составе рода Alienopterus. Семейство включают или в отряд таракановых или выделяют в отдельный отряд Alienoptera, близкий к богомолам и тараканам. Обнаружены в бирманском янтаре мелового периода (Юго-Восточная Азия, Мьянма, возраст около 99 млн лет).

## Описание
Среднего размера насекомые, длина тела 14,5 мм (ширина 3,2 мм). Усики длинные, нитевидные, многочлениковые. Голова ортогнатная, треугольной формы, шире чем переднеспинка. Крупные фасеточные глаза и три оцеллия развиты. Передние крылья укороченные, модифицированные в псевдонадкрылья, частично покрывают развитые задние крылья.
Некоторые необычные признаки, такие как укороченные передние крылья, комбинированные с нормально развитыми функционирующими задними крыльями, сходны с таковыми у уховёрток (Dermaptera), а специализированным крупным аролиумом (присоски на лапках) передних ног, передними бёдрами со щёточкой из шипиков для ловли или удерживания добычи (предположительно тлей или клещей), и общим обликом похожи на мантофазматид (Mantophasmatodea). Строение гениталий и филогенетический анализ показали, что Alienoptera является сестринской группой к отряду богомоловые (Mantodea).
Впервые был описан в 2016 году китайскими и немецкими энтомологами из научных учреждений Пекина, Йены и Дрездена по единственному самцу из бирманского янтаря (Мьянма). Название Alienopterus происходит от двух слов: лат. alienus («иной», «необычный») и греч. πτερόν («крыло»).
Alienoptera стал четвёртым новым отрядом насекомых, установленным в XXI веке после Mantophasmatodea в 2002 году (позднее их понизили до уровня подотряда), отряда Nakridletia в 2010 году (позднее его синонимизировали с двукрылыми) и Coxoplectoptera в 2011 году. Тем не менее, часть исследователей рассматривает этих насекомых не как отдельный отряд, а как семейство Alienopteridae в составе отряда тараканов (Blattoidea). В частности, к этому семейству был отнесён мирмекоморф Grant viridifluvius из эоцена Северной Америки, который может считаться самой поздней находкой данной группы .
В 2018 году были описаны ещё два близких представителя: Caputoraptor elegans и  Alienopterella stigmatica.